# Tomrum (astronomi)
Tomrum är, inom astronomi, enorma tomma utrymmen i universum. Galaxerna i universum är grupperade i galaxfilament, som är väggliknande strukturer som innesluter de stora tomrummen. Tomrummen innehåller väldigt få, eller inga, galaxer, och har oftast en diameter av 11 till 150 megaparsec. Som en jämförelse är avståndet från Vintergatan till Andromedagalaxen 0,78 megaparsec.
Det första tomrummet upptäcktes 1978 vid studier gjorda av Stephen Gregory och Laird A. Thompson vid Kitt Peak National Observatory.
Exempel på tomrum är Lokala tomrummet, Norra lokala supertomrummet och Södra lokala supertomrummet.
Eridanus supertomrum är ett antaget tomrum, vilket (om det existerar) är ett av de största. Eridanus supertomrum, namngivet efter stjärnbilden i vilken riktning det ligger, rapporterades den 24 augusti 2007 av NRAO och bygger på data från NVSS.